# Galaxy Evolution Explorer
Galaxy Evolution Explorer (GALEX), en català: «Explorador de l'Evolució Galàctica», va ser un observatori espacial de la NASA llançat el 28 d'abril de 2003 a bord d'un coet Pegasus i dedicat a observar galàxies en longituds d'ona ultraviolada. La missió va ser dirigida des de l'Institut Tecnològic de Califòrnia.
L'objectiu de GALEX va ser estudiar l'evolució i canvis que es produeixen en les galàxies, així com els processos de formació estel·lar en les primeres etapes de l'univers, fins a fa uns 10.000 milions d'anys. GALEX havia de mesurar la distància que tenim d’aquestes galàxies i la rapidesa amb què s'hi formen noves estrelles. Aquesta última característica es pot avaluar mesurant la seva brillantor a l’ultraviolat.
GALEX, que pesava uns 280 kg, va ser situat en una òrbita d'uns 690 km d'altura, amb una inclinació orbital de 29 graus. Va utilitzar un únic telescopi de tipus Richey-Chretien i 50 cm d'obertura que dirigeix la llum cap a dos detectors de 65 mm de diàmetre, un per observar en l'ultraviolat proper (sensible a longituds d'ona de 175 i 280 nanòmetres) i l'altre per a l'ultraviolat llunyà (entre 135 i 175 nanòmetres). L'observatori només prenia dades científiques quan es trobava en el costat nocturn de la seva òrbita (quan està a l'ombra de la Terra). La durada nominal de la missió era de 29 mesos, període després del qual la durada de la missió va ser estesa.
L'observatori va enviar les dades en banda X i la telemetria en banda S a les estacions terrestres situades en Hawaii i Dongara (Austràlia).
El 28 de juny de 2013 la NASA va anunciar la conclusió de la missió del GALEX després de 10 anys d'operació. S'espera que la sonda romanga en òrbita almenys 65 anys abans de tornar a entrar a l'atmosfera.

## Especificacions
- Massa total: 280 kg
- Òrbita: circular a 690 km d'altura, 29 graus d'inclinació orbital.
- Alimentació: panells solars amb una sortida màxima de 290 watts.
- Control de posició: estabilitzat en els tres eixos mitjançant dos sistemes de giroscopis i quatre volants d'inèrcia.